# Carmela Longo
Carmela Longo (c. 1965)es una periodista venezolana especializada en espectáculo y farándula. Carmela trabajó por casi 20 años en el diario Últimas Noticias hasta su despido en 2024, después del cambio de línea editorial del periódico a una postura oficialista y en el contexto de elecciones presidenciales el mismo año. Pocos días después, el 25 de agosto, fue detenida por fuerzas seguridad y acusada de «instigación al odio» y «terrorismo». Para entonces, era el séptimo arresto de un trabajador de la prensa después de las elecciones. Fue excarcelada al día siguiente con varias restricciones, incluyendo la prohibición de salida del país, régimen de presentación y prohibición de declarar sobre su caso.

## Detención
Carmela es una reportera especializada en espectáculo y farándula, y trabajó por casi 20 años en el diario Últimas Noticias. El 20 de agosto de 2024, pocas semanas después de las elecciones presidenciales de Venezuela el mismo año y años después del cambio de línea editorial del periódico a una postura oficialista, Longo informó sobre su despido del medio, cuatro días antes de que empezara su periodo de vacaciones.
El 25 de agosto, agentes de la Policía Nacional Bolivariana (PNB) allanaron la casa de Carmela, en Caracas, la detuvieron junto con su hijo (menor de edad, de 17 años) y decomisaron equipos de computadora. Para entonces, era el séptimo arresto de un trabajador de la prensa después de las elecciones, y el Sindicato Nacional de Trabajadores de la Prensa había denunciado el denunciado el despido de decenas de personas de medios de comunicación estatales por interacciones en redes sociales a favor de la oposición.El allanamiento se realizó con una orden judicial y dos vigilantes del edificios también fueron llevados en calidad de testigos, pero no se contó con la presencia de un fiscal del Ministerio Público ni con una orden de arresto.Longo permaneció desaparecida por cuatro horas, sin que se conociera su paradero.Ambos fueron trasladados a la sede de la División de Investigaciones Penales (DIP) de la PNB en Maripérez (Caracas) y su hijo fue liberado después de ser interrogado. Posteriormente, la DIP confirmó la detención de Longo y al día siguiente el Ministerio Público la imputó de los delitos de «instigación al odio» y «terrorismo» en una audiencia telemática de un tribunal antiterrorismo.
Organizaciones no gubernamentales y dirigentes opositores, incluyendo el Sindicato Nacional de Trabajadores de la Prensa y la coalición opositora de la Plataforma Unitaria, denunciaron su detención y exigieron su liberación. Pedro Vaca, relator especial para la Libertad de Expresión de la Comisión Interamericana de Derechos Humanos (CIDH), también condenó el arresto y expresó: "Registro con preocupación la detención de la periodista Carmela Longo. Continúa la represión contra el periodismo en Venezuela. La comunidad internacional que cree en la democracia debe condenar la represión y exigir liberación de personas detenidas".
Carmela fue excarcelada el 26 de agosto después de su audiencia con varias medidas restrictivas, incluyendo prohibición de salida del país, régimen de presentación ante tribunales y prohibición de declarar o de escribir sobre su caso.

## Vida personal
Carmela es de origen italiano y tiene un hijo.